# 금곡초등학교 (부산)

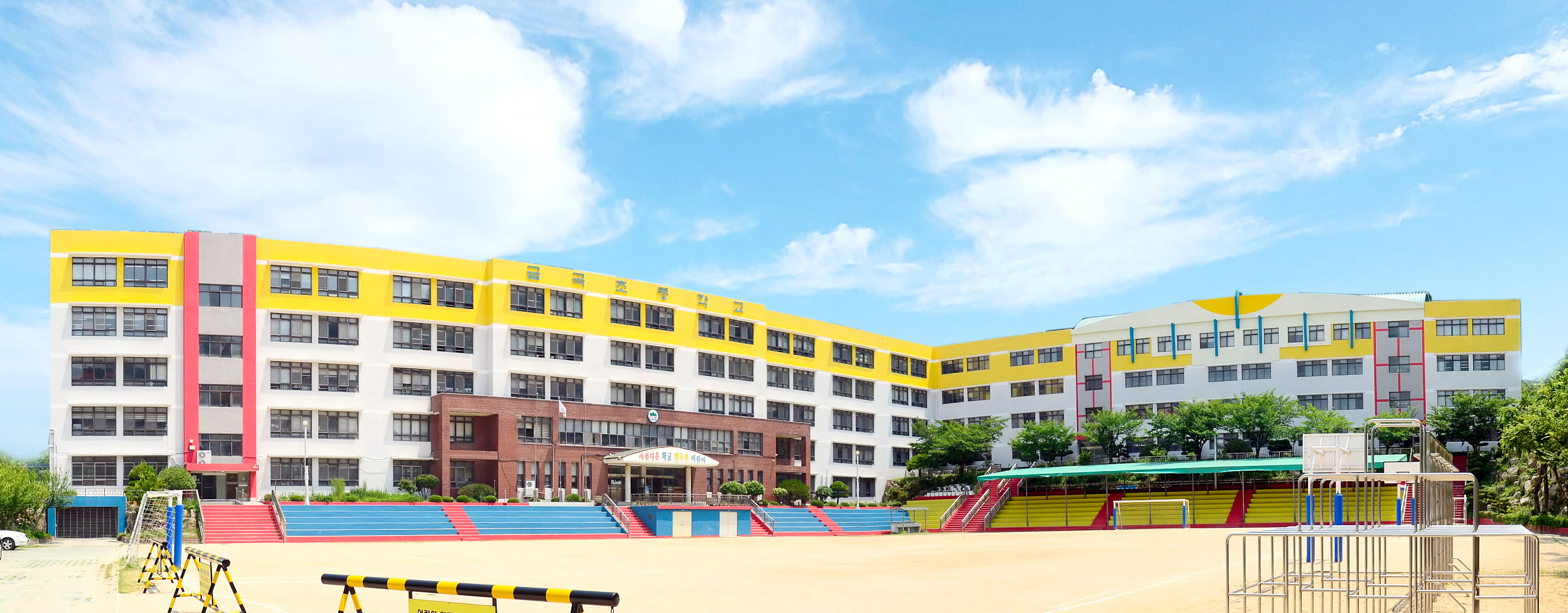
금곡초등학교 전경

금곡초등학교(金谷初等學校)는 대한민국 부산광역시 북구에 있는 공립 초등학교이다.

## 학교 연혁
- 1994. 11. 11 : 개교
- 2014. 02. 17 : 20회 졸업식, 졸업생 78명(누계：3722명)
- 2015. 03. 01 : 8대 이영춘 교장 선생님 부임
- 2015. 02. 19 : 제21회 졸업, 졸업생 75명(누계 3,797명)
- 2016. 03. 01 : 어울림학교지정
- 2016. 02. 17 : 제22회 졸업, 졸업생 59명(누계 3,856명)
- 2017. 02. 20 : 제 23회 졸업, 졸업생 60명(누계 3,916명)
- 2018. 03. 01 : 제9대 정운룡 교장선생님 부임
- 2018. 05. 24 : 신발장 교체
- 2018. 11. 12 : 교실 정비 및 학교 비품 일괄 정비
- 2018. 12. 02 : 교실 공기 청정기 설치, 운동장 그늘막 재정비
- 2019. 01. 15 : 운영위원회 회의실 정비 및 1층 바닥 교체작업
- 2019. 02. 21 : 제24회 졸업, 졸업생 66명(누계 3,982명)
- 2019. 03. 01 : 제10대 이정애 교장선생님 부임
- 2019. 10. 28 : 내진보강공사 완료
- 2020. 02. 21 : 제25회 졸업, 졸업생 58명(누계 4,040명)
- 2021. 02. 19 : 제26회 졸업, 졸업생 69명(누계 4,109명)
- 2021. 03. 02 : 2021학년도 개학식 및 입학식(전교생 306명)
- 2022. 02. 18 : 제27회 졸업, 졸업생 61명(누계 4,170명)
- 2022. 03. 01 : 제11대 김소원 교장선생님 부임
- 2023. 02. 10 :제28회 졸업, 졸업생 36명(누계 4,206명)
- 2024. 02. 08 :제29회 졸업, 졸업생 48명(누계 4,255명)
- 2024. 09. 02 : 제12대 윤미리 교장선생님 부임

### 학교 상징
■ 교목 : 느티나무
- 넉넉한 느티나무는 남을 배려하고 생각하는 우리 금곡 어린이의 마음을 나타낸다.
■ 교화 : 진달래
- 진달래의 청렴하고 절제하는 아름다움은 우리 금곡 어린이의 꿈과 희망이다.

## 참고 자료
- 금곡초등학교 (busanedu.net) 홈페이지
- 금곡초등학교 - 한국교육학술정보원 학교알리미